# Roccaforte Mondovì
Roccaforte Mondovì là một đô thị tại tỉnh Cuneo trong vùng Piedmont của Italia, vị trí cách khoảng 80 km về phía nam của Torino và khoảng 20 km về phía đông nam của Cuneo. Tại thời điểm ngày 31 tháng 12 năm 2004, đô thị này có dân số 2.054 người và diện tích là 84.7 km².
Đô thị Roccaforte Mondovì có các frazioni (đơn vị cấp dưới, chủ yếu là các làng) Baracco, Dho, Rastello, Lurisia, Prea, Annunziata, Bertinivà Norea.
Roccaforte Mondovì giáp các đô thị: Briga Alta, Chiusa di Pesio, Frabosa Sottana, Magliano Alpi, Ormea, Pianfei và Villanova Mondovì.